# Premijer Liga
A BH Telecom Primeira Liga da Bósnia e Herzegovina (Bósnio: BH Telecom Premijer liga Bosne i Hercegovine/БХ Телеком Премијер лига Босне и Херцеговине), também conhecida como Liga 12, é a liga de futebol de nível superior na Bósnia e Herzegovina e é organizado pela Associação de Futebol da Bósnia e Herzegovina. Como o nível mais prestigiado do país de competição de futebol, o campeonato alterou o formato desde a temporada 2016-17 e é disputado por 12 clubes com as duas últimas equipes relegadas no final de cada temporada.
A Liga é, a partir da temporada 2017-18, representada por quatro clubes na competição europeia. O vencedor da Premier League começa na segunda pré-eliminatória da Liga dos Campeões. O vencedor do Football Cup da Bósnia e Herzegovina, bem como o vice-campeão e o time da terceira colocação, começam na primeira rodada de qualificação da Europa League .
No final da temporada, duas equipes são relegadas, enquanto os vencedores da Primeira Liga da Federação da Bósnia e Herzegovina e da Primeira Liga da República Srpska são promovidos para a Premier League da Bósnia e Herzegovina.

## História

### Período de Guerra 1992-1996
Após a separação da Iugoslávia, a Bósnia e Herzegovina proclamou a independência no final do inverno de 1992 e já em abril do mesmo ano a FSBiH solicitou a adesão à FIFA e à UEFA. Enquanto isso, devido ao surgimento da guerra da Bósnia em abril de 1992, nenhum jogo foi jogado na temporada de 1992-93. No final de 1993, algumas partes do país lançaram competições de futebol com escopo reduzido. Mas, assim como o país estava dividido em linhas étnicas, o futebol também era igual.
Em 1993, os croatas da Bósnia lançaram a Federação de Futebol de Herzeg-Bósnia e sua Primeira Liga de Herzeg-Bósnia, na qual apenas os clubes croatas competiram dentro dos limites da Herzegovina ocidental e outros poucos enclaves. No mesmo ano, os sérvios da Bósnia também organizaram sua própria liga, a Primeira Liga da República Srpska, em um território ocupado pelo regime da Republika Srpska na época. A competição sob os auspícios de FSBiH não retomou até 1995-96, época em que a Primeira Liga da Bósnia e Herzegovina foi lançada. 

### Período pós-guerra 1996-2000
Estas três ligas de futebol estavam operando na Bósnia e Herzegovina até 1998 e 2000. A FIFA e a UEFA mostraram apoio apenas para a associação que opera sob o patrocínio das instituições estatais oficiais e reconhecidas internacionalmente. Após sua sinalização, eles endossaram a unificação das três organizações como a FSBiH. Isto também veio como uma conseqüência da decisão da FIFA de reconhecer a FSBiH já em julho de 1996, enquanto no mesmo ano a UEFA admitiu a FSBiH como membro adjacente até 1998, quando reconheceram a adesão total. Isso significava que apenas os clubes FSBiH e sua equipe nacional poderiam competir no nível internacional.

### Criação da Premier League 2000-01
O acordo sobre a Premier League BiH (Premijer Liga), aconteceu no outono de 2000. No entanto, a primeira temporada 2000-01 viu apenas clubes da Federação da Bósnia e Herzegovina, enquanto os clubes da República Srpska continuaram a competir em sua própria liga separada, já que a associação de entidades ainda se recusava a participar da FSBiH e da sua nova competição. No entanto, a UEFA e a FIFA nunca pretenderam reconhecer essa organização separada nem sua competição, o que significava que os clubes não podiam jogar futebol internacional. Esta situação forçou os clubes a entrar na FSBiH, e dois anos depois, eles fizeram parte da competição para a temporada 2002-03. Desde o ano 2000, a Premier League é o primeiro nível do futebol da Bósnia e Herzegovina, com duas ligas baseadas em entidades, a Primeira Liga da República Srpska e a Primeira Liga da Federação da Bósnia e Herzegovina, sendo empurrada para o segundo nível da pirâmide do futebol e servindo como ligas de alimentação para a Premier League. 

### Premier League como Liga 12 em 2016-17
Começando com a temporada 2016-17, a Premier League mudou totalmente seu formato, reduzindo uma série de clubes de 16 para 12, às vezes referido como "Liga 12" (Liga 12), com o calendário também modificado em conformidade e apresentando playoffs (também conhecidos como "playoffs do título" ). As eliminatórias são disputadas pelos seis melhores clubes na temporada regular e as duas últimas equipes são relegadas.

## Patrocínio
Em 31 de julho de 2012, a Associação de Futebol da Bósnia e Herzegovina assinou um contrato de dois anos com a BH Telecom no que diz respeito ao patrocínio da liga, renomeando a liga BH Telecom Premier League. O acordo foi prorrogado mais uma vez antes do início da temporada 2014-15. Em 24 de julho de 2020, foi anunciado que a M:tel havia se tornado o novo patrocinador da liga pelos próximos três anos, renomeando a liga m: tel Premier League.

## Equipes participantes - 20/21
| Clube                   | Cidade          | Estádio                      | Capacidade | Posição em 2019-20 |
| ----------------------- | --------------- | ---------------------------- | ---------- | ------------------ |
| FK Borac Banja Luka     | Banja Luka      | Banja Luka City Stadium      | 10,030     | 4º                 |
| FK Krupa                | Krupa na Vrbasu | City Stadium                 | 3,500      | 1º (RS)            |
| FK Mladost Doboj Kakanj | Doboj           | MGM Farm Arena               | 3,000      | 10º                |
| FK Olimpik              | Sarajevo        | Stadion Otoka                | 3,000      | 1º (FBiH)          |
| FK Radnik               | Bijeljina       | Bijeljina Gradski Stadion    | 6,000      | 6º                 |
| FK Sarajevo             | Sarajevo        | Asim Ferhatović Hase Stadium | 34,500     | 1º                 |
| FK Sloboda Tuzla        | Tuzla           | Tusanj                       | 7,200      | 9º                 |
| NK Široki Brijeg        | Široki Brijeg   | Pecara Stadium               | 7,000      | 3º                 |
| FK Tuzla City           | Tuzla           | Tusanj                       | 7,200      | 5º                 |
| FK Velež                | Mostar          | Stadion Rođeni               | 7,000      | 8º                 |
| HŠK Zrinjski Mostar     | Mostar          | Bijeli Brijeg                | 9,000      | 3º                 |
| FK Željezničar          | Sarajevo        | Grbavica                     | 13,449     | 2º                 |

## Campeões
| Temporada                       | Campeão                     | Vice-campeão                | 3° colocado                 |
| Campeonato Bósnia Muçulmana     | Campeonato Bósnia Muçulmana | Campeonato Bósnia Muçulmana | Campeonato Bósnia Muçulmana |
| ------------------------------- | --------------------------- | --------------------------- | --------------------------- |
| 1994/95Detalhes                 | Čelik Zenica                | FK Sarajevo                 | Bosna Visoko                |
| 1995/96 Detalhes                | Čelik Zenica                | Radnički Lukavac            | Sloboda Tuzla               |
| 1996/97 Detalhes                | Čelik Zenica                | FK Sarajevo                 | Bosna Visoko                |
| Playoff Bósnia Muçulmana/Croata |                             |                             |                             |
| 1997/98 Detalhes                | FK Željezničar              | FK Sarajevo                 | Bosna Visoko                |
| 1998/99 Detalhes                | FK Sarajevo                 | Bosna Visoko                | Rudar Kakanj                |
| 1999/2000 Detalhes              | NK Brotnjo                  | Budućnost Banovići          | Jedinstvo Bihać             |
| Premijer Liga BiH               |                             |                             |                             |
| 2000/01 Detalhes                | FK Željezničar              | NK Brotnjo                  | FK Sarajevo                 |
| 2001/02 Detalhes                | FK Željezničar              | NK Široki Brijeg            | NK Brotnjo                  |
| 2002/03 Detalhes                | FK Leotar                   | FK Željezničar              | FK Sarajevo                 |
| 2003/04 Detalhes                | NK Široki Brijeg            | FK Željezničar              | FK Sarajevo                 |
| 2004/05 Detalhes                | HŠK Zrinjski                | FK Željezničar              | NK Široki Brijeg            |
| 2005/06 Detalhes                | NK Široki Brijeg            | FK Sarajevo                 | HŠK Zrinjski                |
| 2006/07 Detalhes                | FK Sarajevo                 | HŠK Zrinjski                | Slavija Sarajevo            |
| 2007/08 Detalhes                | Modriča Maksima             | NK Široki Brijeg            | Čelik Zenica                |
| 2008/09 Detalhes                | HŠK Zrinjski                | Slavija Sarajevo            | Sloboda Tuzla               |
| 2009/10 Detalhes                | FK Željezničar              | NK Široki Brijeg            | FK Borac Banja Luka         |
| 2010/11 Detalhes                | FK Borac Banja Luka         | FK Sarajevo                 | FK Željezničar              |
| 2011/12 Detalhes                | FK Željezničar              | NK Široki Brijeg            | FK Borac Banja Luka         |
| 2012/13 Detalhes                | FK Željezničar              | FK Sarajevo                 | FK Borac Banja Luka         |
| 2013/14 Detalhes                | HŠK Zrinjski                | NK Široki Brijeg            | FK Željezničar              |
| 2014/15 Detalhes                | FK Sarajevo                 | FK Željezničar              | HŠK Zrinjski                |
| 2015/16 Detalhes                | HŠK Zrinjski                | Sloboda Tuzla               | NK Široki Brijeg            |
| 2016/17 Detalhes                | HŠK Zrinjski                | FK Željezničar              | FK Sarajevo                 |
| 2017/18 Detalhes                | HŠK Zrinjski                | FK Željezničar              | FK Sarajevo                 |
| 2018/19 Detalhes                | FK Sarajevo                 | HŠK Zrinjski                | NK Široki Brijeg            |
| 2019/20 Detalhes                | FK Sarajevo                 | FK Željezničar              | HŠK Zrinjski                |
| 2020/21 Detalhes                | FK Borac Banja Luka         | FK Sarajevo                 | Velež                       |
| 2021/22 Detalhes                | HŠK Zrinjski                | Tuzla City                  | FK Borac Banja Luka         |

## Por Clubes
| Time                | Vezes Campeão | Ano                                |
| ------------------- | ------------- | ---------------------------------- |
| FK Željezničar      | 6             | 1998, 2001, 2002, 2010, 2012, 2013 |
| HŠK Zrinjski        | 4             | 2005, 2009, 2014, 2016             |
| FK Sarajevo         | 3             | 1998/99, 2007, 2015                |
| Čelik Zenica        | 3             | 1995, 1996, 1997                   |
| NK Široki Brijeg    | 2             | 2004, 2006                         |
| FK Modriča          | 1             | 2008                               |
| FK Leotar           | 1             | 2003                               |
| NK Brotnjo          | 1             | 2000                               |
| FK Borac Banja Luka | 1             | 2011                               |

## Por Cidades
| Cidade        | Títulos | Clubes Vencedores                   |
| ------------- | ------- | ----------------------------------- |
| Sarajevo      | 9       | FK Željezničar (6), FK Sarajevo (3) |
| Mostar        | 3       | HŠK Zrinjski (3)                    |
| Zenica        | 3       | Čelik (3)                           |
| Široki Brijeg | 2       | NK Široki Brijeg (2)                |
| Modriča       | 1       | FK Modriča (1)                      |
| Trebinje      | 1       | FK Leotar (1)                       |
| Čitluk        | 1       | NK Brotnjo (1)                      |
| Banja Luka    | 1       | FK Borac Banja Luka                 |

## Ranking UEFA
- 26  (22)  Tippeligaen
- 27  (28)  Vysshaya Liga
- 28  (26)  Ekstraklasa
- 29  (31)  Premijer Liga BiH
- 30  (30)  Veikkausliiga
- 31  (29)  League of Ireland
- 32  (36)  Nemzeti Bajnokság I